# Grandview (municipalité rurale)
Pour les articles homonymes, voir Grandview.
Grandview est une municipalité rurale du Manitoba située à l'ouest de la province dans la région de Parkland. La population de la municipalité s'établissait à 839 personnes en 2001. La ville de Grandview est enclavée dans le territoire de la municipalité.

## Démographie
| 2001 | 2006 | 2011  | 2016  |
| ---- | ---- | ----- | ----- |
| 834  | 736  | 1 508 | 1 482 |

## Référence
- (en) Cet article est partiellement ou en totalité issu de l’article de Wikipédia en anglais intitulé « Rural Municipality of Grandview » (voir la liste des auteurs).

1. ↑  « Statistique Canada - Profils des communautés de 2006 -    Grandview, MU » (consulté le 4 juin 2020)
2. ↑  « Statistique Canada - Profils des communautés de 2016 -   Grandview, MU » (consulté le 3 juin 2020)